# La Puebla, New Mexico
La Puebla är en ort i Santa Fe County i delstaten New Mexico, USA.